# Raven blickt durch/Episodenliste
Diese Episodenliste enthält alle Episoden der US-amerikanischen Fernsehserie Raven blickt durch in der Reihenfolge ihrer Erstausstrahlung. Zwischen 2003 und 2007 entstanden in vier Staffeln insgesamt 100 Folgen; ihre Laufzeit beträgt jeweils ca. 22 Minuten.

## Staffel 1
| Nr. (ges.) | Nr. (St.) | Originaltitel                      | Zusammenfassung          | Erstausstrahlung |
| ---------- | --------- | ---------------------------------- | ------------------------ | ---------------- |
| 1          | 1         | Der Geruch des Erfolges            | Smell of Victory         |                  |
| 2          | 2         | Geliebte Mutter                    | Mother Dearest           |                  |
| 3          | 3         | Raven, Chelsea und die Männer      | A Dog by Any Other Name  |                  |
| 4          | 4         | Der totale Reinfall                | Driven to insanity       |                  |
| 5          | 5         | Wer hat Angst vorm Weihnachtsmann? | Escape Clause            |                  |
| 6          | 6         | Der Kinobesuch                     | Saturday afternoon fever |                  |
| 7          | 7         | Der Spanisch-Test                  | Test of friendship       |                  |
| 8          | 8         | Cousine aus Europa                 | Dissin' cousins          |                  |
| 9          | 9         | Corys Geburtstag                   | Party animal             |                  |
| 10         | 10        | Victor ist arbeitslos              | If I only had a job      |                  |
| 11         | 11        | Lehre deine Kinder gut             | Teach your children well |                  |
| 12         | 12        | Hellsehen ist nicht immer leicht   | To see or not to see     |                  |
| 13         | 13        | Das Mitleids-Date                  | Ye olde dating game      |                  |
| 14         | 14        | Die Präsidentschaftswahl           | Campaign in the neck     |                  |
| 15         | 15        | Raven rettet die Ehe               | Separation anxiety       |                  |
| 16         | 16        | Rache ist süß                      | The parties              |                  |
| 17         | 17        | Der Nebenjob                       | Psychics wanted          |                  |
| 18         | 18        | Ein Streit in der Oper             | Fight at the opera       |                  |
| 19         | 19        | Wach auf, Victor                   | Wake up, Victor          |                  |
| 20         | 20        | Ravens neue Freunde                | Saving psychic Raven     |                  |
| 21         | 21        | Ein Fisch namens Raven             | A fish called Raven      |                  |

## Staffel 2
| Nr. (ges.) | Nr. (St.) | Originaltitel                     | Zusammenfassung                   | Erstausstrahlung |
| ---------- | --------- | --------------------------------- | --------------------------------- | ---------------- |
| 22         | 1         | Raven, die Designerin             | That’s so not Raven               |                  |
| 23         | 2         | Die Flucht                        | Run Raven run                     |                  |
| 24         | 3         | Der Chill Grill                   | Out of control                    |                  |
| 25         | 4         | Die Halloween-Party               | Don't have a cow                  |                  |
| 26         | 5         | Er hat die Power                  | He’s got the power                |                  |
| 27         | 6         | Das Date                          | Four’s a crowd                    |                  |
| 28         | 7         | Kleider machen Leute              | Clothes minded                    |                  |
| 29         | 8         | Raven und die Liebe               | Blue in the face                  |                  |
| 30         | 9         | Maisha                            | Spa day afternoon                 |                  |
| 31         | 10        | Die Riesen-Pizzaparty             | My big fat pizza party            |                  |
| 32         | 11        | Die Liebe ist ein seltsames Spiel | Close encounters of the nerd kind |                  |
| 33         | 12        | Cory und Danielle                 | Hearts and minds                  |                  |
| 34         | 13        | Die Hellseher-Grippe              | Leave it to Diva                  |                  |
| 35         | 14        | Die Undercover-Talentsucher       | The road to audition              |                  |
| 36         | 15        | Das Schulradio                    | Radio heads                       |                  |
| 37         | 16        | Die Hochzeit                      | There goes the bride              |                  |
| 38         | 17        | Alle wollen Gomez                 | A goat’s tale                     |                  |
| 39         | 18        | Die Dating-Show                   | The dating shame                  |                  |
| 40         | 19        | Raven in freier Wildbahn          | Skunk'd                           |                  |
| 41         | 20        | Der Berufstag                     | The lying game                    |                  |
| 42         | 21        | Der Zahnarzt-Termin               | Numb and numb-er                  |                  |
| 43         | 22        | Die Pyjamaparty                   | Shake, rattle and Rae             |                  |

## Staffel 3
| Nr. (ges.) | Nr. (St.) | Originaltitel                 | Zusammenfassung                | Erstausstrahlung |
| ---------- | --------- | ----------------------------- | ------------------------------ | ---------------- |
| 44         | 1         | Die Typberatung               | Psychic eye for the sloppy guy |                  |
| 45         | 2         | Fünf-Finger-Discount          | Five finger discount           |                  |
| 46         | 3         | Auf den Spuren der Geschichte | True colors                    |                  |
| 47         | 4         | Schmetterling im Bauch        | Stark Raven mad                |                  |
| 48         | 5         | Spare Ribs à la Raven         | On top of old okay             |                  |
| 49         | 6         | Konzert mit Hindernissen      | Boyz’n commotion               |                  |
| 50         | 7         | Der Schülerladen              | They work hard for his honey   |                  |
| 51         | 8         | Wahre Kunst                   | Art breaker                    |                  |
| 52         | 9         | Der Vorführeffekt             | Opportunity shocks             |                  |
| 53         | 10        | Prinzessin über Nacht         | The royal treatment            |                  |
| 54         | 11        | Das Theaterstück              | Sweeps                         |                  |
| 55         | 12        | Die verbotene Party           | Hizzouse party                 |                  |
| 56         | 13        | Tonya bringt’s ins Reine      | Taken to the cleaners          |                  |
| 57         | 14        | Der vierfache Salto           | Chef-man and Raven             |                  |
| 58         | 15        | Die falsche Natascha          | Bend it like Baxter            |                  |
| 59         | 16        | Gedankenfutter                | Food for thought               |                  |
| 60         | 17        | Job mit Hindernissen          | Dog day afternoon              |                  |
| 61         | 18        | Doppelte Vision               | Double vision                  |                  |
| 62         | 19        | Volltreffer                   | Gettin' out of Dodge           |                  |
| 63         | 20        | Verwandte vom Lande, Teil 1   | Country cousins, Part 1        |                  |
| 64         | 21        | Verwandte vom Lande, Teil 2   | Country cousins, Part 2        |                  |
| 65         | 22        | Flotte Bienen                 | The big buzz                   |                  |
| 66         | 23        | Raven, der Videostar          | Too much pressure              |                  |
| 67         | 24        | Die Konkurrenz ist nebenan    | The grill next door            |                  |
| 68         | 25        | Alte Liebe rostet nicht       | Mismatch maker                 |                  |
| 69         | 26        | Raven extrem                  | Extreme Cory                   |                  |
| 70         | 27        | Geschäft ist Geschäft         | Mind your business             |                  |
| 71         | 28        | Drei ist eine zuviel          | When in dome                   |                  |
| 72         | 29        | Mr. Perfekt                   | Mr. Perfect                    |                  |
| 73         | 30        | Es gibt kein Zurück mehr      | Point of no return             |                  |
| 74         | 31        | Raven und der Jazz            | The four aces                  |                  |
| 75         | 32        | Die Horror-Show               | Cake fear                      |                  |
| 76         | 33        | Corys Weg zum Ruhm            | Goin' Hollywood                |                  |
| 77         | 34        | Der Abschlussball             | Save the last dance            |                  |
| 78         | 35        | Vision Impossible             | Vision impossible              |                  |

## Staffel 4
| Nr. (ges.) | Nr. (St.) | Originaltitel                    | Zusammenfassung             | Erstausstrahlung |
| ---------- | --------- | -------------------------------- | --------------------------- | ---------------- |
| 79         | 1         | Team Geist                       | Pin pals                    |                  |
| 80         | 2         | Der Entsafter                    | Juice consequences          |                  |
| 81         | 3         | Sidney kann wieder lächeln       | Raven, Sidney and the man   |                  |
| 82         | 4         | Mode macht erfinderisch          | Do’s and don'ts             |                  |
| 83         | 5         | Raven, Chelsea und ihr Chauffeur | Driving Miss Lazy           |                  |
| 84         | 6         | Der Boss-Sitter                  | Adventures in boss-sitting  |                  |
| 85         | 7         | Undankbares Medium               | Unhappy medium              |                  |
| 86         | 8         | Ab in den Keller                 | Hook up my space            |                  |
| 87         | 9         | Das Mädchen aus dem Eis          | The ice girl cometh         |                  |
| 88         | 10        | Eine pelzige Angelegenheit       | Fur better or worse         |                  |
| 89         | 11        | Die Nummern passen               | When 6021 met 4267          |                  |
| 90         | 12        | Von Schwester zu Schwester       | Sister act                  |                  |
| 91         | 13        | Sei bereit!                      | Be prepared                 |                  |
| 92         | 14        | Nur für Mitglieder               | Members only                |                  |
| 93         | 15        | Der Zerquetscher                 | Mad hot Cottillion          |                  |
| 94         | 16        | Raven, du bist gefeuert!         | The dress is always greener |                  |
| 95         | 17        | Pfui, Spinne!                    | Teacher’s pet               |                  |
| 96         | 18        | Unser Sonnenschein!              | Rae of sunshine             |                  |
| 97         | 19        | Der Gesundheit zuliebe           | Where there’s smoke         |                  |
| 98         | 20        | Vorbei ist leider vorbei         | The way they were           |                  |
| 99         | 21        | Gute Besserung                   | Soup to nuts                |                  |
| 100        | 22        | Das Foto Shooting                | Checkin' out                |                  |